# Thomas Struth
Pour les articles homonymes, voir Struth (homonymie).
Thomas Struth, né le 11 octobre 1954 à Geldern, est un artiste et photographe allemand.
Depuis la fin des années 1990, c'est un des artistes allemands les plus connus et réputés au niveau international. 

## Biographie et travail
Thomas Struth a d'abord étudié la peinture, de 1973 à 1980, à la Staatlichen Kunstakademie (Académie d'arts de la ville) à Düsseldorf avec Gerhard Richter et, à partir 1976, la photographie avec Bernd et Hilla Becher.
Au milieu des années 1980, Struth a ajouté une nouvelle dimension à son travail quand il a commencé à produire des portraits de famille. Cela fut après une rencontre avec le psychanalyste Ingo Hartmann. Il en résulta que ces œuvres tentèrent d'illustrer la dynamique sociale sous-jacente pourtant présente à l'intérieur d'une photographie fixe.
La pratique artistique de Thomas Struth est caractérisée par des séries, par exemple, des photos des rues, des portraits, des fleurs, des familles, des musées, des paysages. Thomas Struth fut surtout reconnu par la critique d'art et le marché de l'art par ses séries sur les rues  Die Architektur der Straßen (par exemple Unbewusste Orte, exposition au Porticus, Frankfurt am Main, 1988) et la série Portraits. Ses inventaires architecturaux comptent  des vues quotidiennes faites d'immeubles, de places et de voies ferrées qui sont  plutôt perçus inconsciemment par les passants, il montre les traces du développement urbain et ses constructions. Ces images grand format se confrontent avec le quotidien qui est présentée comme inhabituel – comme une curiosité au sein de la photographie traditionnelle.
De 1993 à 1996, Struth est professeur à la Staatlichen Hochschule für Gestaltung (École supérieure d'Art) de Karlsruhe.

## Livres de photographies
- Unbewusste Orte / Unconscious Places, Berne 1987
- Museum Photographs, Munich 1993
- Strangers and Friends, 1994
- Stefen Gronert und Christoph Schreier: Thomas Struth. Straßen. Fotografie 1976 bis 1995, Kunstmuseum Bonn, Cologne[pas clair], 1995.
- Portraits, Munich 1997
- Still, Munich 1998
- Struth, Munich 2000
- Thomas Struth – My Portrait, 2000
- Löwenzahnzimmer, Munich 2001
- New Pictures from Paradise, Munich 2002
- Photographien 1977-2002, Munich 2002
- Pergamon Museum, Munich 2004
- Museum Photographs, Munich 2005
- Les Museum Photographs de Thomas Struth. Une mise en abyme, Paris/Munich 2005

## Principales expositions
- 1987 Kunsthalle Berne
- 1987 Westfälisches Landesmuseum Münster, Participation à Skulptur.Projekten
- 1991 Carnegie Museum of Modern Art, Pittsburgh, USA
- 1992 Kunstsammlung Nordrhein-Westfalen, Düsseldorf / Participation à Documenta IX, Kassel
- 1992 Hirschhorn Museum at The Smithsonian Institution Washington DC, USA
- 1993 Kunsthalle Hamburg
- 1994 Institute of Contemporary Arts Boston, USA
- 1995 Kunstmuseum Bonn
- 1997 Sprengel Museum, Hanovre
- 1998 Stedelijk Museum, Amsterdam
- 2000 Spazio Oberdan, Milan
- 2000 National Museum of Art, Tokyo & Kyoto
- 2001 Haifa Museum of Art, Israel
- 2001 Kunstsammlung, Bâle
- 2002 Metropolitan Museum of Art, New York
- 2002 Museum of Contemporary Art, Los Angeles ;
- 2003 Museum of Contemporary Art, Chicago
- 2004 Hamburger Bahnhof (Museum für Gegenwart), Berlin
- 2005 Museo de Arte, Lima
- 2011 Whitechapel Gallery, Londres (rétrospective)
- 2019 Guggenheim Bilbao, Bilbao, 02.10.2019 - 10.02.2020

## Crédit d'auteurs
- (de) Cet article est partiellement ou en totalité issu de l’article de Wikipédia en allemand intitulé « Thomas Struth » (voir la liste des auteurs).